# Élections communales de 2023 en Allemagne
Des élections communales ont lieu en 2023 dans plusieurs entités en Allemagne afin d'élire les représentants des communes et des arrondissements ainsi que les bourgmestres et les administrateurs d'arrondissement de ces entités. Si aucun des candidats n'obtient plus de 50 % au premier tour, un second tour sera organisé entre les deux candidats en tête.
Le 14 mai 2023 ont lieu les élections communales dans l'ensemble de la région de Schleswig-Holstein. Dans d'autres états, des élections organisées hors du calendrier électoral classique ont lieu.

## Bade-Würtemberg

### Mannheim
| Candidats                | Candidats                | Partis                                       | Premier tour | Premier tour | Second tour | Second tour |  |
| Candidats                | Candidats                | Partis                                       | Voix         | %            | Voix        | %           |  |
| ------------------------ | ------------------------ | -------------------------------------------- | ------------ | ------------ | ----------- | ----------- |  |
|                          | Christian Specht         | Union chrétienne-démocrate d'Allemagne (CDU) | 34 328       | 45,64        | 35 981      | 49,89       |  |
|                          | Thorsten Riehle          | Parti social-démocrate d'Allemagne (SPD)     | 22 747       | 30,24        | 35 122      | 48,70       |  |
|                          | Raymond Fojkar           | Alliance 90 / Les Verts (Grünen)             | 10 379       | 13,80        |             |             |  |
|                          | Isabell Belser           | Die Linke                                    | 3 743        | 3,98         |             |             |  |
|                          | Autres candidats         | Autres candidats                             | 4 025        | 6,34         | 1 017       | 1,41        |  |
|                          |                          |                                              |              |              |             |             |  |
| Votes valides            | Votes valides            | Votes valides                                | 75 222       | 99,37        | 72 120      | 99,43       |  |
| Votes blancs et nuls     | Votes blancs et nuls     | Votes blancs et nuls                         | 475          | 0,63         | 415         | 0,57        |  |
| Total                    | Total                    | Total                                        | 75 697       | 100          | 72 535      | 100         |  |
| Abstention               | Abstention               | Abstention                                   | 159 240      | 67,78        |             | 69,12       |  |
| Inscrits / participation | Inscrits / participation | Inscrits / participation                     | 234 937      | 32,22        |             | 30,88       |  |

## Brême

### Bremerhaven
Chaque électeur disposant sur son bulletin de vote de cinq voix, le total de ces dernières est largement supérieur au nombre de votes valides.
Le SPD est à nouveau le plus grand parti représenté au conseil communal avec 27% des voix et 13 sièges. Le bourgmestre Melf Grantz peut ainsi reconduire sa majorité SPD-CDU-FDP. Le scrutin est marqué par la percée de Citoyens en colère qui remporte presque 20% des voix.
|                          |                                              |         |      |      |        |     |  |  |
| Parti                    | Parti                                        | Voix    | %    | +/-  | Sièges | +/- |  |  |
|                          | Parti social-démocrate d'Allemagne (SPD)     | 45 008  | 27,0 | 2,2  | 13     | 1   |  |  |
|                          | Union chrétienne-démocrate d'Allemagne (CDU) | 33 901  | 20,3 | 1,1  | 10     | 0   |  |  |
|                          | Citoyens en colère (BiW)                     | 32 678  | 19,6 | 11,6 | 9      | 5   |  |  |
|                          | Alliance 90/Les Verts (Grünen)               | 22 917  | 13,7 | 2,2  | 6      | 2   |  |  |
|                          | Alternative pour l'Allemagne (AfD)           | 9 770   | 5,9  | 2,8  | 3      | 1   |  |  |
|                          | Die Linke (Linke)                            | 8 858   | 5,3  | 2,3  | 3      | 1   |  |  |
|                          | Parti libéral-démocrate (FDP)                | 8 819   | 5,3  | 0,8  | 3      | 0   |  |  |
|                          | Die PARTEI                                   | 3 244   | 1,9  | 0,0  | 1      | 0   |  |  |
|                          | Parti des pirates (PIRATEN)                  | 1 535   | 0,9  | 0,7  | 0      | 1   |  |  |
| Total des voix           | Total des voix                               | 166 730 | 100  |      |        |     |  |  |
|                          |                                              |         |      |      |        |     |  |  |
| Votes valides            | Votes valides                                | 166 730 | 96,2 |      |        |     |  |  |
| Votes blancs et nuls     | Votes blancs et nuls                         | 1 354   | 3,8  |      |        |     |  |  |
| Total                    | Total                                        | 35 307  | 100  | –    | 48     | 0   |  |  |
| Abstentions              | Abstentions                                  | 52 280  | 59,7 |      |        |     |  |  |
| Inscrits / participation | Inscrits / participation                     | 87 587  | 40,3 |      |        |     |  |  |

## Mecklembourg-Poméranie-Occidentale

### Schwerin
Le bourgmestre sortant Rico Bandeschier réalise un résultat solide avec 42% des voix au premier tour. Il est concurrencé par le candidat de l'AfD Leif-Erik Holm qui réalise également une performance notable avec 27% des suffrages. Le second tour est largement remporé par le sortant qui remporte plus de deux-tiers des voix.
| Partis                   | Partis | Candidats                | Premier tour | Premier tour | Second tour | Second tour |  |
| Partis                   | Partis | Candidats                | Voix         | %            | Voix        | %           |  |
| ------------------------ | --- | ------------------------ | ------------ | ------------ | ----------- | ----------- |  |
|                          | Parti social-démocrate d'Allemagne (SPD)                                                                  | Rico Badenschier         | 16 510       | 41,96        | 26 078      | 67,84       |  |
|                          | Alternative pour l'Allemagne (AfD)                                                                        | Leif-Erik Holm           | 10 792       | 27,43        | 12 360      | 32,16       |  |
|                          | Union chrétienne-démocrate d'Allemagne (CDU) - Parti libéral-démocrate (FDP) - Citoyens indépendants (UB) | Thomas Tweer             | 6 714        | 17,06        |             |             |  |
|                          | Die Linke                                                                                                 | Daniel Trepsdorf         | 3 506        | 8,91         |             |             |  |
|                          | Alliance 90 / Les Verts (Grünen)                                                                          | Regina Dorfmann          | 1 088        | 2,77         |             |             |  |
|                          | Groupe d'action pour la protection de la Ville et de la Culture(ASK)                                      | Martin Steinitz          | 737          | 1,87         |             |             |  |
|                          | |                          |              |              |             |             |  |
| Votes valides            | Votes valides                                                                                             | Votes valides            | 39 347       | 99,6         | 38 438      | 99,3        |  |
| Votes blancs et nuls     | Votes blancs et nuls                                                                                      | Votes blancs et nuls     | 161          | 0,4          | 271         | 0,7         |  |
| Total                    | Total | Total                    | 39 508       | 100          | 38 709      | 100         |  |
| Abstention               | Abstention                                                                                                | Abstention               |              | 49,7         |             | 50,6        |  |
| Inscrits / participation | Inscrits / participation                                                                                  | Inscrits / participation | 78 545       | 50,3         | 78 375      | 49,4        |  |

## Rhénanie-Palatinat

### Bourgmestre de Frankenthal
Nicolas Meyer est élu dès le premier tour bourgmestre de Frankenthal avec 55,4% des voix. Il devient le premier bourgmestre de la ville issu du parti Électeurs libres. Le bourgmestre sortant Martin Hebich se représente en tant que candidat indépendant et n'obtient que 2,5% des voix. 
|                          | Électeurs libres (FW)                        | Nicolas Meyer            | 7 745  | 55,4 |  |  |  |
|                          | Parti social-démocrate d'Allemagne (SPD)     | Aylin Höppner            | 3 179  | 22,7 |  |  |  |
|                          | Union chrétienne-démocrate d'Allemagne (CDU) | Bernd Knöppel            | 2 300  | 16,4 |  |  |  |
|                          | Alliance 90 / Les Verts (Grünen)             | Immanuel Pustlauck       | 414    | 3,0  |  |  |  |
|                          | Sans étiquette                               | Martin Hebich            | 351    | 2,5  |  |  |  |
|                          |                                              |                          |        |      |  |  |  |
| Votes valides            | Votes valides                                | Votes valides            | 13 989 | 99,8 |  |  |  |
| Votes blancs et nuls     | Votes blancs et nuls                         | Votes blancs et nuls     | 114    | 0,2  |  |  |  |
| Total                    | Total                                        | Total                    | 14 103 | 100  |  |  |  |
| Abstention               | Abstention                                   | Abstention               | 22 000 | 60,9 |  |  |  |
| Inscrits / participation | Inscrits / participation                     | Inscrits / participation | 36 103 | 39,1 |  |  |  |

### Arrondissement de Cochem-Zell
|                          | Union chrétienne-démocrate d'Allemagne (CDU)           | Anke Beilstein           | 13 627 | 62,69 |  |  |  |
|                          | Parti social-démocrate d'Allemagne (SPD) - FW - Grünen | Sonja Bräuer             | 8 110  | 37,31 |  |  |  |
|                          |                                                        |                          |        |       |  |  |  |
| Votes valides            | Votes valides                                          | Votes valides            | 21 737 | 97,7  |  |  |  |
| Votes blancs et nuls     | Votes blancs et nuls                                   | Votes blancs et nuls     | 516    | 2,3   |  |  |  |
| Total                    | Total                                                  | Total                    | 22 253 | 100   |  |  |  |
| Abstention               | Abstention                                             | Abstention               | 27 762 | 55,5  |  |  |  |
| Inscrits / participation | Inscrits / participation                               | Inscrits / participation | 50 015 | 44,5  |  |  |  |

## Schleswig-Holstein

### Conseil communal
Les écologistes sont en tête avec 27% des voix, au détriment des socieux-démocrates. La fédération des électeurs du Schleswig du Sud est également en progression.
|                           |                                                    |         |      |     |        |     |
| Parti                     | Parti                                              | Voix    | %    | +/- | Sièges | +/- |
|                           | Alliance 90 / Les Verts (Grünen)                   | 23 808  | 27,1 | 6,7 | 14     | 2   |
|                           | Union chrétienne-démocrate d'Allemagne (CDU)       | 20 136  | 22,9 | 0,6 | 11     | 3   |
|                           | Parti social-démocrate d'Allemagne (SPD)           | 19 289  | 22,0 | 7,9 | 11     | 7   |
|                           | Fédération des électeurs du Schleswig du Sud (SSW) | 7 233   | 8,2  | 5,4 | 4      | 2   |
|                           | Alternative pour l'Allemagne (AfD)                 | 5 250   | 6,0  | 0,1 | 3      | 0   |
|                           | Die Linke                                          | 4 257   | 4,9  | 2,3 | 2      | 2   |
|                           | Parti libéral-démocrate (FDP)                      | 3 958   | 4,5  | 2,0 | 2      | 2   |
|                           | Autres                                             |         | 4,4  | -   | 2      | -   |
|                           |                                                    |         |      |     |        |     |
| Suffrages exprimés        | Suffrages exprimés                                 | 87 751  | 99,4 |     |        |     |
| Votes blancs et invalides | Votes blancs et invalides                          | 568     | 0,6  |     |        |     |
| Total                     | Total                                              | 88 319  | 100  | -   | 49     | 10  |
| Abstentions               | Abstentions                                        |         | 54   |     |        |     |
| Inscrits / participation  | Inscrits / participation                           | 192 070 | 46   |     |        |     |

La fédération des électeurs du Schleswig du Sud devient la première force politique à Flensburg, suivie de près par les écologistes.
|                           |                                                    |        |      |     |        |     |
| Parti                     | Parti                                              | Voix   | %    | +/- | Sièges | +/- |
|                           | Fédération des électeurs du Schleswig du Sud (SSW) | 6 784  | 24,8 | 7,2 | 11     | 3   |
|                           | Alliance 90 / Les Verts (Grünen)                   | 6 470  | 23,6 | 4,8 | 10     | 2   |
|                           | Union chrétienne-démocrate d'Allemagne (CDU)       | 5 248  | 19,1 | 0,2 | 8      | 0   |
|                           | Parti social-démocrate d'Allemagne (SPD)           | 3 702  | 13,5 | 4,7 | 6      | 2   |
|                           | Parti libéral-démocrate (FDP)                      | 1 553  | 5,7  | 2,1 | 2      | 1   |
|                           | Die Linke                                          | 1 134  | 4,1  | 3,3 | 2      | 1   |
|                           | Autres                                             |        | 9,2  | -   | 5      | 0   |
|                           |                                                    |        |      |     |        |     |
| Suffrages exprimés        | Suffrages exprimés                                 | 27 405 | 99,2 |     |        |     |
| Votes blancs et invalides | Votes blancs et invalides                          | 232    | 0,8  |     |        |     |
| Total                     | Total                                              | 27 637 | 100  | -   | 44     | 1   |
| Abstentions               | Abstentions                                        |        | 64,2 |     |        |     |
| Inscrits / participation  | Inscrits / participation                           | 77 293 | 35,8 |     |        |     |

L'élection est marquée par la percée des écologistes, côte-à-côte avec le CDU et le SPD.
|                           |                                              |         |      |     |        |     |
| Parti                     | Parti                                        | Voix    | %    | +/- | Sièges | +/- |
|                           | Union chrétienne-démocrate d'Allemagne (CDU) | 17 041  | 23,9 | 0,8 | 12     | 0   |
|                           | Parti social-démocrate d'Allemagne (SPD)     | 16 375  | 23,0 | 4,6 | 11     | 3   |
|                           | Alliance 90 / Les Verts (Grünen)             | 16 104  | 22,6 | 7,2 | 11     | 3   |
|                           | Alternative pour l'Allemagne (AfD)           | 6 118   | 8,6  | 3,5 | 4      | 1   |
|                           | Parti libéral-démocrate (FDP)                | 4 027   | 5,6  | 1,5 | 3      | 1   |
|                           | Die Linke                                    | 2 226   | 3,1  | 1,7 | 2      | 0   |
|                           | Autres                                       |         | 13,2 | -   | 6      | 2   |
|                           |                                              |         |      |     |        |     |
| Suffrages exprimés        | Suffrages exprimés                           | 71 295  | 98,7 |     |        |     |
| Votes blancs et invalides | Votes blancs et invalides                    | 943     | 1,3  |     |        |     |
| Total                     | Total                                        | 72 238  | 100  | -   | 49     | 0   |
| Abstentions               | Abstentions                                  |         | 58,4 |     |        |     |
| Inscrits / participation  | Inscrits / participation                     | 173 810 | 41,6 |     |        |     |

## Thuringe

### Arrondissement de Sonneberg
En raison de la maladie prolongée et de l'inaptitude de l'actuel président Hans-Peter Schmitz d'exercer ses fonctions, une élection spéciale est prévue. Les deux tours ont lieu le 11 et 25 juin.
Les médias nationaux accordent une grande attention à ce scrutin, en raison de la très forte performance du candidat AfD au premier tour. 

### Premier tour
Le candidat de l'AfD Robert Sesselmann réalise une performance étonnante avec près de 47% des voix au premier, manquant de près l'élection au premier tour. Si Sesselmann l'emporte, il deviendrait le premier président d'arrondissement issu de l'AfD

L'ensemble des autres partis annoncent dans l'entre-deux-tours leur soutien pour Jürgen Köpper (CDU), y compris la gauche radicale de Die Linke. Le groupe parlementaire de Die Linke au parlement régional a annoncé à la suite du premier tour qu'il souhaite améliorer l'infrastructure électorale. Le président de la région de Thuringe Bodo Ramelow s'est dit déçu du taux de participation et a déclaré que les abstentionnistes étaient en partie responsables du score de Sesselmann. Sa déclaration serait contraire à la neutralité de sa fonction selon le vice-président de l'AfD à Thuringe Stefan Möller.

### Second tour
Avec une participation en hausse de dix points de pourcentage par rapport au premier tour, Robert Sesselman, candidat de l'AfD, remporte l'élection du Landrat avec 52,8% des voix. Il devient ainsi le premier membre de l'AfD à occuper cette fonction politique.
La campagne électorale a été fortement influencée par la politique nationale. Selon Georg Maier, ministre de l'Intérieur de l'État de Thuringe (SPD), cette élection constitue un « signal d'alarme pour toutes les forces démocratiques ». Il appelle également à mettre de côté les intérêts partisans afin de « défendre la démocratie ».

### Résultats
| Partis                   | Partis                                       | Candidats                | Premier tour | Premier tour | Second tour | Second tour |  |
| Partis                   | Partis                                       | Candidats                | Voix         | %            | Voix        | %           |  |
| ------------------------ | -------------------------------------------- | ------------------------ | ------------ | ------------ | ----------- | ----------- |  |
|                          | Alternative pour l'Allemagne (AfD)           | Robert Sesselmann        | 10 941       | 46,67        | 14 992      | 52,77       |  |
|                          | Union chrétienne-démocrate d'Allemagne (CDU) | Jürgen Köpper            | 8 371        | 35,71        | 13 419      | 47,23       |  |
|                          | Parti social-démocrate d'Allemagne (SPD)     | Anja Schönheit           | 3 107        | 13,25        |             |             |  |
|                          | Die Linke - Alliance 90 / Les Verts (Grünen) | Nancy Schwalbach         | 1 023        | 4,36         |             |             |  |
|                          |                                              |                          |              |              |             |             |  |
| Votes valides            | Votes valides                                | Votes valides            | 23 442       | 98,89        | 28 411      | 98,72       |  |
| Votes blancs et nuls     | Votes blancs et nuls                         | Votes blancs et nuls     | 263          | 1,11         | 367         | 2,28        |  |
| Total                    | Total                                        | Total                    | 23 705       | 100          | 28 778      | 100         |  |
| Abstention               | Abstention                                   | Abstention               | 24 594       | 50,9         | 19 483      | 40,4        |  |
| Inscrits / participation | Inscrits / participation                     | Inscrits / participation | 48 299       | 49,1         | 48 261      | 59,6        |  |